# Резолюция Совета Безопасности ООН 17
Резолюция Совета Безопасности ООН 17 — резолюция, принятая 10 февраля 1947 года, которая решила, что комиссия, созданная резолюцией Совета Безопасности ООН 15, не была уполномочена обращаться с просьбой  к правительствам Греции, Албании, Болгарии и Югославии отложить казни любого из своих политических заключённых, если не могла дать свидетельство, что это поможет Комиссии в выполнении её задачи.
Резолюция была принята 9 голосами. Польша и СССР воздержались.

## См.также
Резолюции Совета Безопасности ООН 1—100 (1946 — 1953)